# Jaroslav Kocian
Jaroslav Kocian (Ústí nad Orlicí, 22 febbraio 1883 – Praga, 8 marzo 1950) è stato un violinista, compositore e insegnante cecoslovacco.

## Biografia
Jaroslav Kocian iniziò gli studi del violino all'età di quattro anni con suo padre Julius Kocian e dal 1888 con Josef Zábrodský. Continuò gli studi dal 1896 al 1901 al Conservatorio di Praga con Otakar Ševčík per il violino e Antonín Dvořák per la composizione. Dal 1901 iniziò ad esibirsi in pubblico in Boemia e a Vienna. Intraprese poi una serie di concerti in Europa e negli Stati Uniti, debuttando nel 1902 alla Carnegie Hall di New York.
Nel 1907, su invito di František Stupka, si stabilì a Odessa, e nel 1907-08 fu primo violino del Quartetto di Odessa. Nel 1908 fu nominato docente di violino al Conservatorio di Odessa.  
Dopo oltre 20 anni di attività concertistica in Europa e negli Stati Uniti, Kocian nel 1921 ritornò nella Repubblica Ceca; fu nominato assistente di Ševčík a Praga e nel 1924 professore alla Scuola Superiore del Conservatorio. Continuò la sua attività concertistica sino al 1928 per poi dedicarsi all'insegnamento. Prestigioso didatta, Kocian continuò la tradizione della scuola violinistica ceca, formando una molti celebri allievi: Jiří Novák, Alexander Plocek, Jan Sedivka, Václav Snítil, Josef Suk e Ede Zathureczky. È autore di composizioni per violino e pianoforte.
Nel 1930 ha preso parte come attore al film Když struny lkají, uno dei primi film sonori cecoslovacchi. È un film drammatico diretto da Friedrich Fehér. Kocian, nell’impersonare in alcune scene la parte di Marek, suonò alcune parti del primo movimento del Concerto in mi minore op. 64 di Mendelssohn e altri brevi brani.